# Zwiebel-Zahnwurz
Die Zwiebel-Zahnwurz (Cardamine bulbifera), auch als Zwiebeltragende Zahnwurz oder Zwiebel-Schaumkraut oder Knöllchentragende Zahnwurz bezeichnet, ist eine Pflanzenart aus der Gattung der Schaumkräuter (Cardamine) innerhalb der Familie der Kreuzblütengewächse (Brassicaceae).

## Beschreibung

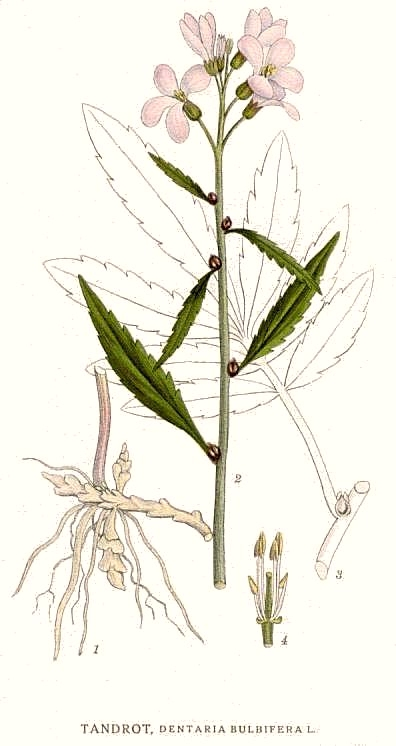
Illustration der unter- und oberirdischen Pflanzenteile

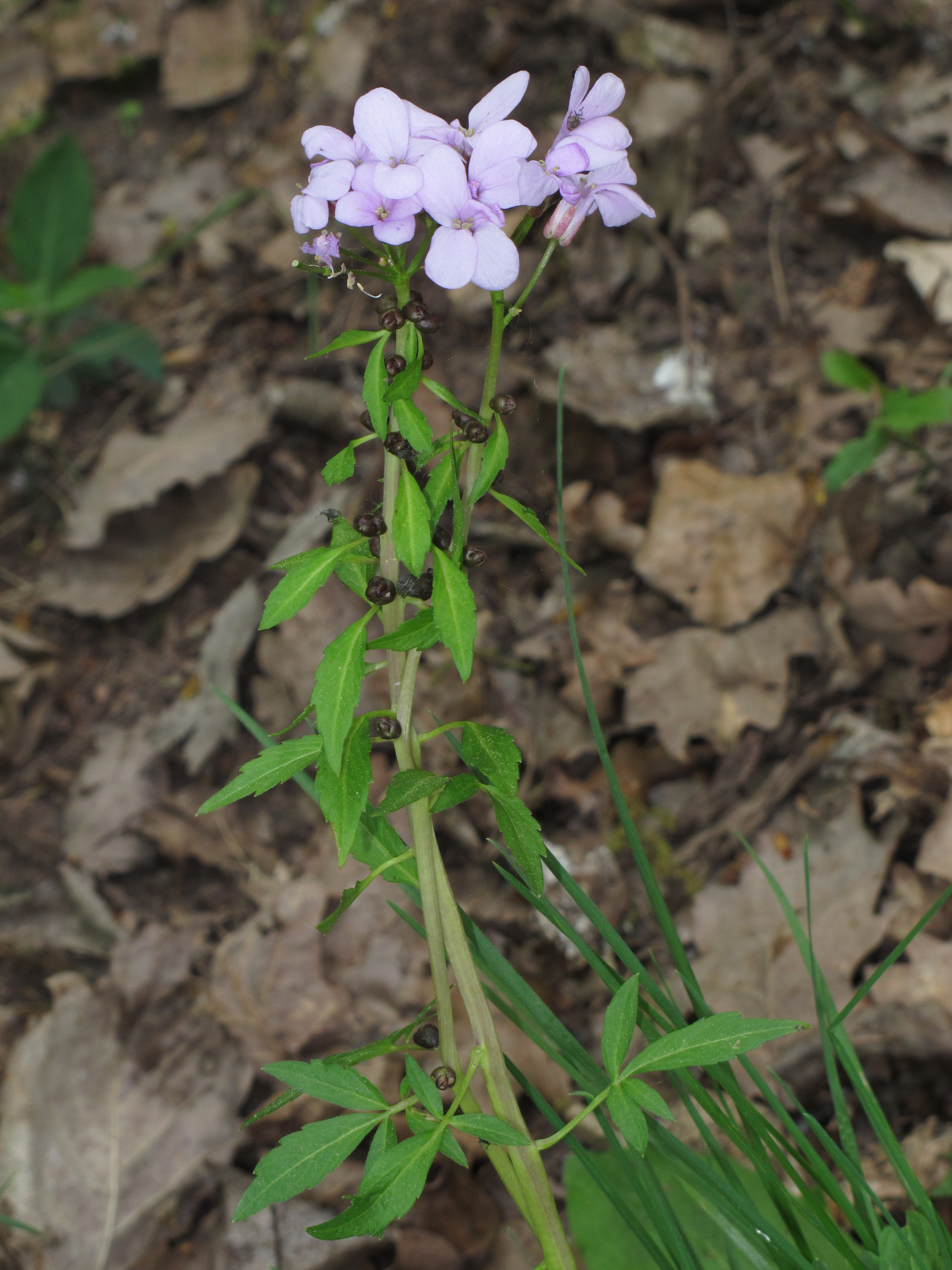
Oberer Bereich mit Laubblättern und Blütenstand

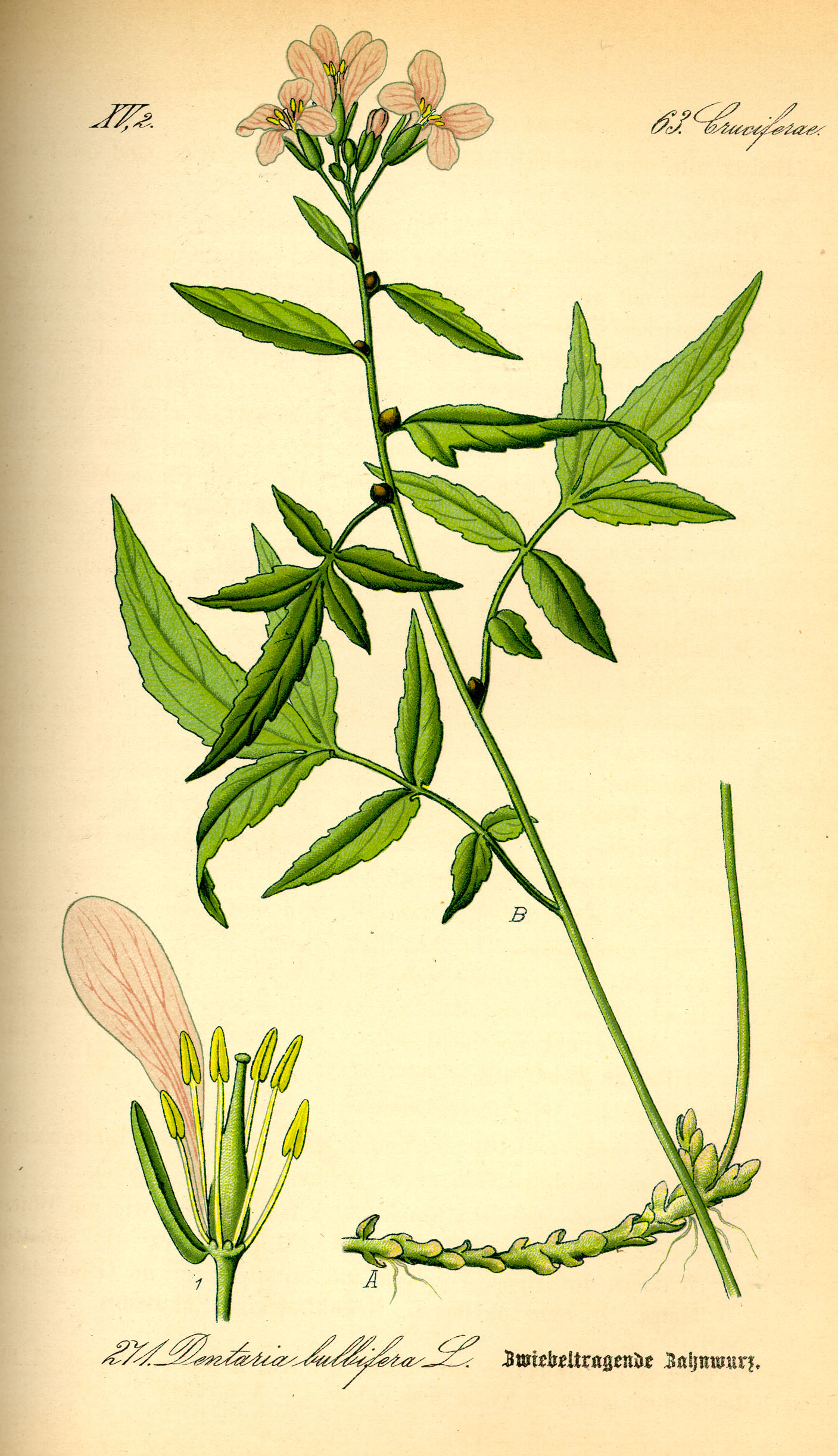
Illustration

### Vegetative Merkmale
Die Zwiebel-Zahnwurz wächst als sommergrüne, ausdauernde krautige Pflanze und erreicht Wuchshöhen von 30 bis 60, selten bis zu 70 Zentimetern. Das waagerecht kriechende ausläuferartige Speicher-Rhizom ist mit zahnförmigen Niederblattnarben besetzt. Der aufrechte Stängel ist unverzweigt und im unteren Bereich manchmal kurz behaart aber sonst mehr oder weniger kahl. In den Blattachseln befinden sich bei einer Länge von 3 bis 7 Millimetern kleine, eiförmige bis kugelige, braunlich-violette Brutknöllchen (Brutknospen, Bulbillen).
Es sind meist keine Grundblätter vorhanden. Stängelblätter sind ziemlich zahlreich vorhanden. Die unteren Stängelblätter sind oft quirlig angeordnet und unpaarig gefiedert und besitzen drei bis sieben Blättchen, die oberen sind kleiner und ungeteilt. Die ungestielten Blättchen sind bei einer Länge von 3 bis 10 Zentimetern lanzettlich, an beiden Enden spitz und am grob gezähnten oder gesägten Rand kurz behaart.

### Generative Merkmale
Der traubige Blütenstand ist kurz und enthält vier bis zwölf Blüten.
Die zwittrigen Blüten sind vierzählig mit doppelter Blütenhülle. Die vier Kelchblätter sind bei einer Länge von 5 bis 7 Millimetern länglich-eiförmig mit stumpfem oberen Ende, grünlich gefärbt und besitzen einen weißlichen bis blassviolettlichen Hautrand. Die vier blassvioletten bis rosafarbenen, selten weißlich Kronblätter sind bei einer Länge von 12 bis 20 Millimetern verkehrt-eiförmig.
Die 20 bis 35 Millimeter langen sowie etwa 2,5 Millimeter dicken Schoten sind mit reifen Samen fast nie zu beobachten.

### Chromosomensatz
Die Chromosomengrundzahl beträgt x = 8; es liegt Dodekaploidei mit einer Chromosomenzahl von 2n = 12x = 96 vor. Sie ist vermutlich alloploiden Ursprungs und durch Chromosomen-Verdoppelung bei der Bastardierung von Elternarten aus eiszeitlichen Waldrefugien entstanden.

## Ökologie und Phänologie
Es handelt sich um einen sommergrünen, hygromorphen Geophyten mit einem ausläuferartigen Speicher-Rhizom. Die Vermehrung erfolgt fast nur auf vegetativem Wege durch Wachstum und Teilung des Rhizoms, sowie insbesondere auch durch die Brutknöllchen, die zum Teil von Ameisen verbreitet werden. Aus diesen entwickelt sich im dritten oder vierten Jahr nach dem Abfallen von der Mutterpflanze eine aufrechte Pflanze.
Die Zwiebel-Zahnwurz ist ein Frühblüher, die Blütezeit beginnt im Vollfrühling, sie blüht vorwiegend von April bis Mai, oder Juni.
Blütenökologisch handelt es sich um Scheibenblumen mit völlig verborgenem Nektar, die Nektarien befinden sich an der Basis der Staubblätter. Die Bestäubung erfolgt immer durch Insekten. Als Belohnung für Bestäuber ist Nektar vorhanden. Bestäuber sind Bienen, Hummeln, Wespen, Bombyliden und Syrphiden. Die Zwiebel-Zahnwurz ist xenogam, es erfolgt also obligate Fremdbefruchtung. Die Blüten sind homogam, männliche und weibliche Blütenorgane sind also gleichzeitig fertil. Es liegt sporophytische Selbst-Inkompatibilität vor, die Pollenkeimung wird also auf der Stigmaoberfläche verhindert. Demnach erfolgt keine Selbstbestäubung.
Keimlinge der Zwiebel-Zahnwurz findet man selten, sie bleiben meist unterirdisch im Laubmull. Die kreisrunden Keimblätter sind etwa 3 Zentimeter lang gestielt und sie entfernen sich daher oft voneinander; sie sind am oberen Ende etwas ausgerandet. Die Sprossachse bleibt zunächst ganz kurz und bildet nur fleischige Niederblätter mit winzigen Spreitenresten, aus deren Achseln Adventivwurzeln kommen.
Die reifen Schoten schleudern die Samen (soweit vorhanden) als Selbststreuer aus, indem sich die Fruchtklappen plötzlich nach oben aufrollen.

## Vorkommen

### Verbreitung
Cardamine bulbifera ist von Mitteleuropa bis Frankreich, Südengland, Südskandinavien und Südosteuropa verbreitet. Nach Osten reicht ihr Verbreitungsgebiet bis in den Kaukasusraum. Sie kommt in Mitteleuropa sehr zerstreut vor. Es gibt in Europa Fundortangaben für Deutschland, Österreich, Liechtenstein, die Schweiz, Italien, Monaco, Frankreich, Belgien, Tschechien, Estland, Lettland, Litauen, Dänemark, Schweden, Norwegen, Finnland, Russland, Belarus, Polen, das Vereinigte Königreich, Ungarn, Bosnien und Herzegowina, Bulgarien, Kroatien, die Republik Moldau, Montenegro, Nordmazedonien, Rumänien, Serbien, den Kosovo, die Slowakei, Slowenien, Albanien, Armenien, Griechenland, die Türkei, die Ukraine und die Krim.
In Deutschland ist die Zwiebel-Zahnwurz in der Mitte des Gebiets zerstreut bis streckenweise verbreitet zu finden, darüber hinaus ist sie selten; häufiger kommt sie z. B. auf Basaltschutthängen auf Muschelkalkuntergrund in der Rhön vor. In Österreich tritt sie häufig bis zerstreut auf. In der Schweiz kommt sie meist selten vor, gilt dort als „nicht gefährdet“.
Ein bedeutendes Vorkommen befindet sich am Růžovský vrch (Rosenberg) in Tschechien.

### Standortansprüche
Sie kommt in Buchenwäldern vor. Die Zwiebel-Zahnwurz wächst in Buchenwaldgesellschaften aus dem Verband Fagion, kommt aber auch in feuchten Pflanzengesellschaften des Verbands Carpinion vor. Die Zwiebel-Zahnwurz gedeiht am besten auf frischen, nährstoffreichen, lockeren, oft kalkreichen Mull- und Lehmböden. Sie steigt nach Oberdorfer 2001 in den Alpen bis in Höhenlagen von etwa 1430 Metern auf, nach Markgraf 1958 bis 1600 Meter.
Die ökologischen Zeigerwerte nach Landolt et al. 2010 sind in der Schweiz: Feuchtezahl F = 3+ (feucht), Lichtzahl L = 2 (schattig), Reaktionszahl R = 3 (schwach sauer bis neutral), Temperaturzahl T = 3+ (unter-montan bis ober-kollin), Nährstoffzahl N = 4 (nährstoffreich), Kontinentalitätszahl K = 3 (subozeanisch bis subkontinental).

## Taxonomie
Die Erstveröffentlichung erfolgte 1753 unter dem Namen (Basionym) Dentaria bulbifera durch Carl von Linné in Species Plantarum, Tomus II, S. 653. Das Artepitheton bulbifera bedeutet „knollentragend“. Heinrich Johann Nepomuk von Crantz veröffentlichte 1769 den Namen Cardamine bulbifera (L.) Crantz in Classis Cruciformium Emendata, 127. Diese Art wurde früher meist in die eigene Gattung Dentaria eingeordnet. Synonyme für Cardamine bulbifera (L.) Crantz sind: Dentaria bulbifera L., Crucifera bulbifera E.H.L.Krause.

## Trivialnamen
Andere Trivialnamen sind oder waren Dreiackerwurz, Helckkraut (Thüringen), Korallenwurz (Schlesien), Schuppenwurz (Thüringen), Zahnkraut und Kleine Zahnwurz (Apotheken). Im Mittelalter wurde auch die Bezeichnung Dentaria minor verwandt.

## Nutzung
Die Laubblätter werden roh oder gegart gegessen; sie schmecken würzig kressähnlich. Die relativ kleinen Brutknöllchen werden roh oder gegart gegessen; sie schmecken mild kressähnlich. Die unterirdischen Pflanzenteile werden roh oder gegart gegessen; sie schmecken angenehm scharf.

## Bilder

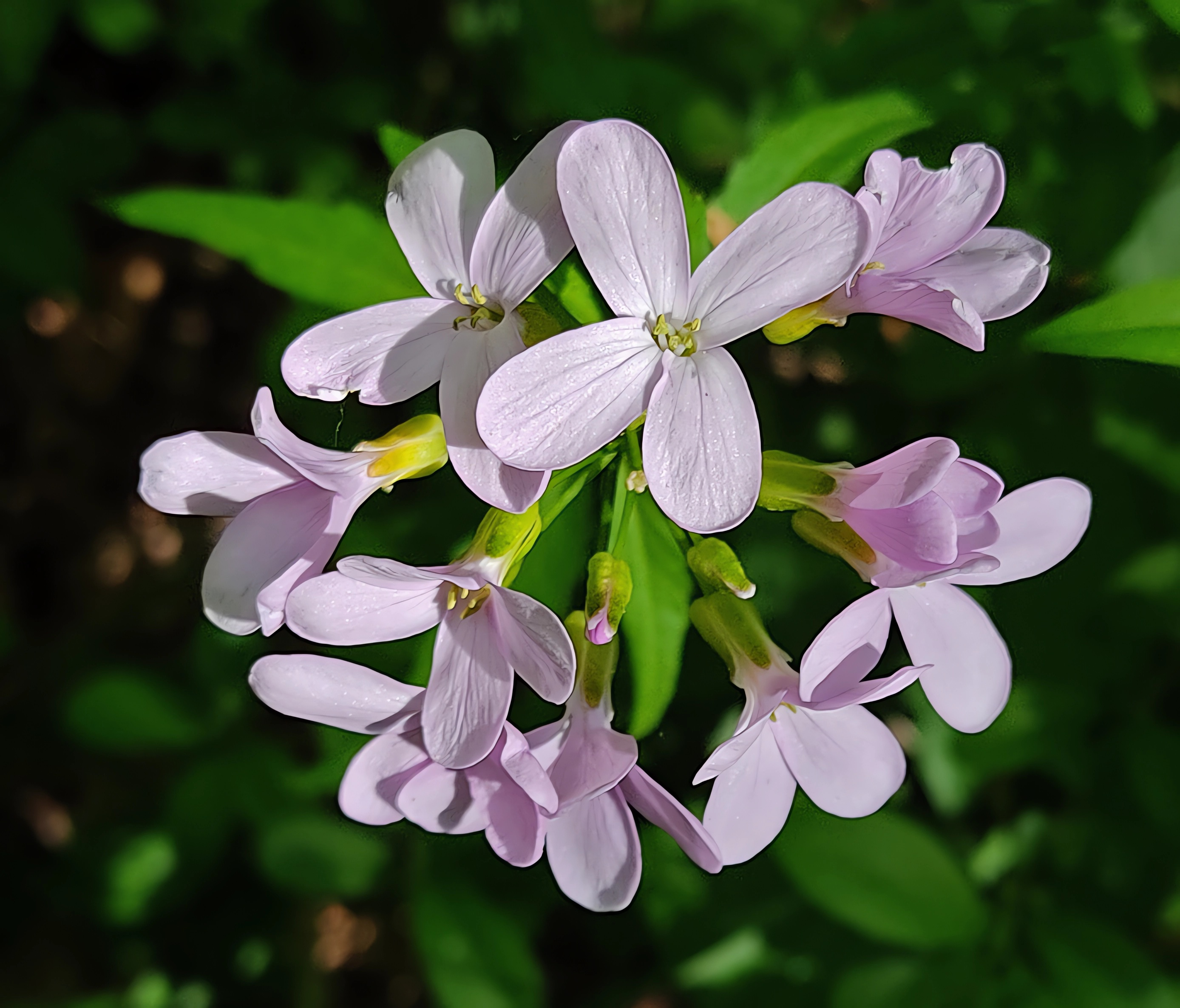
Blüten
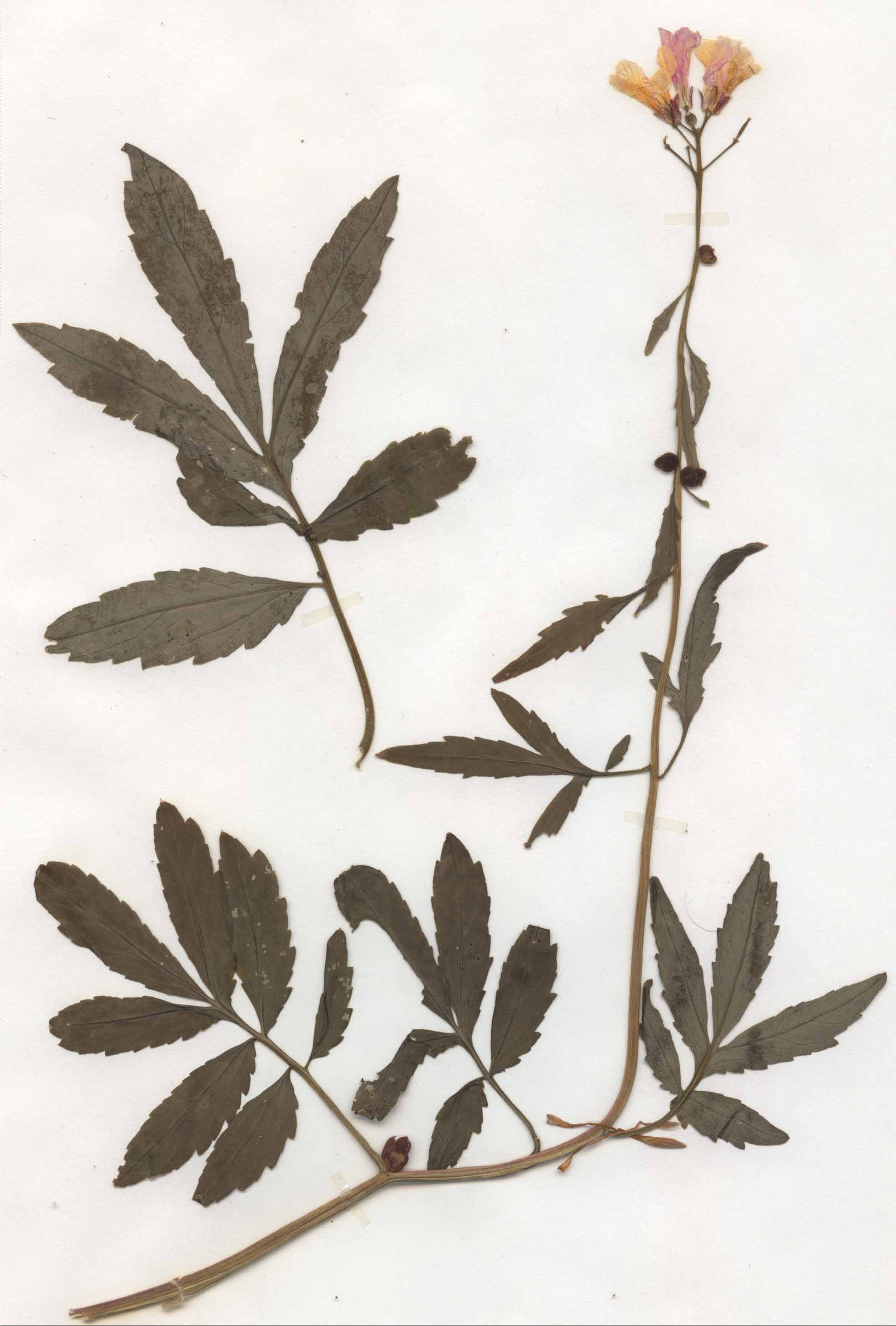
Herbarbeleg
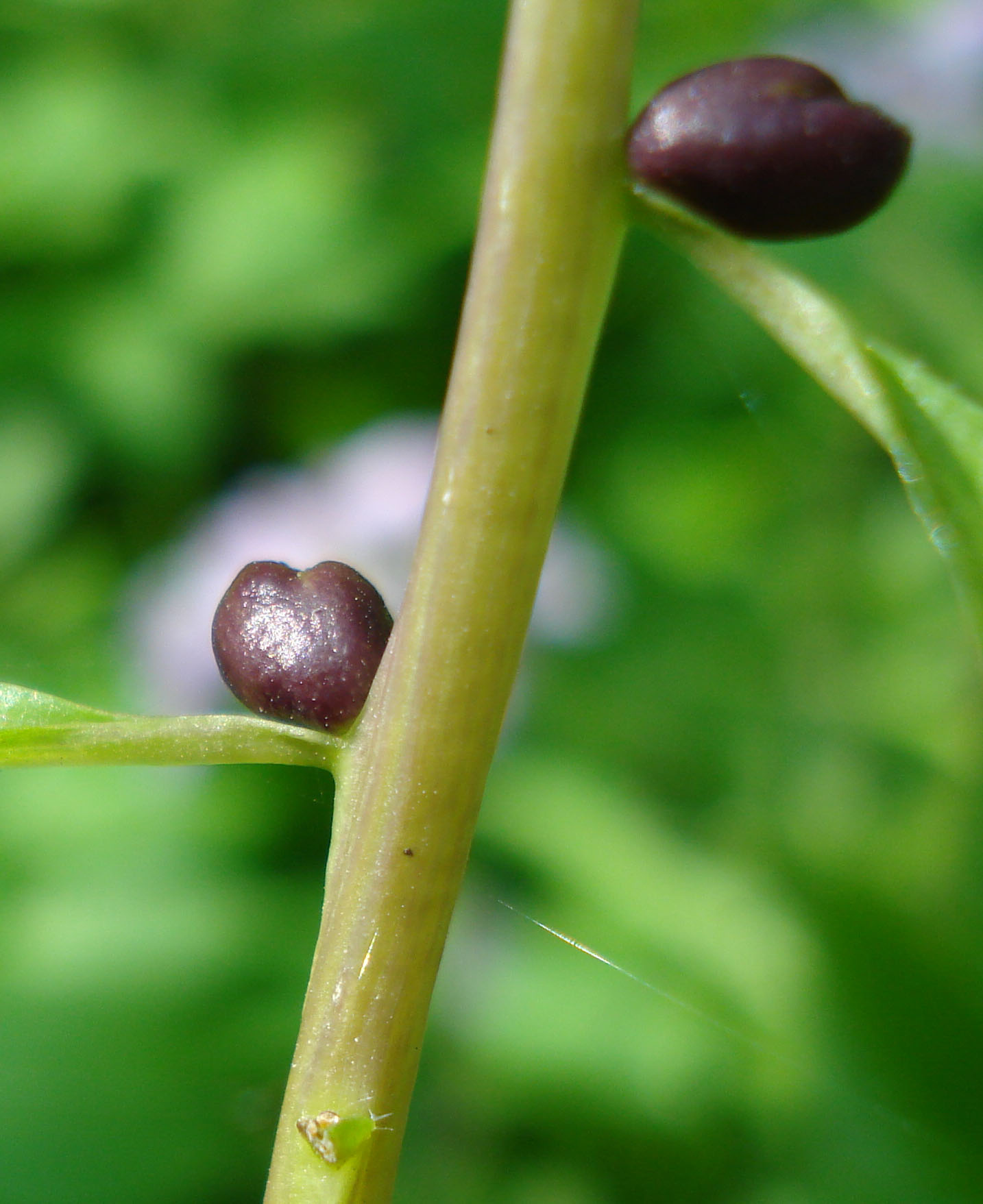
Bulbillen
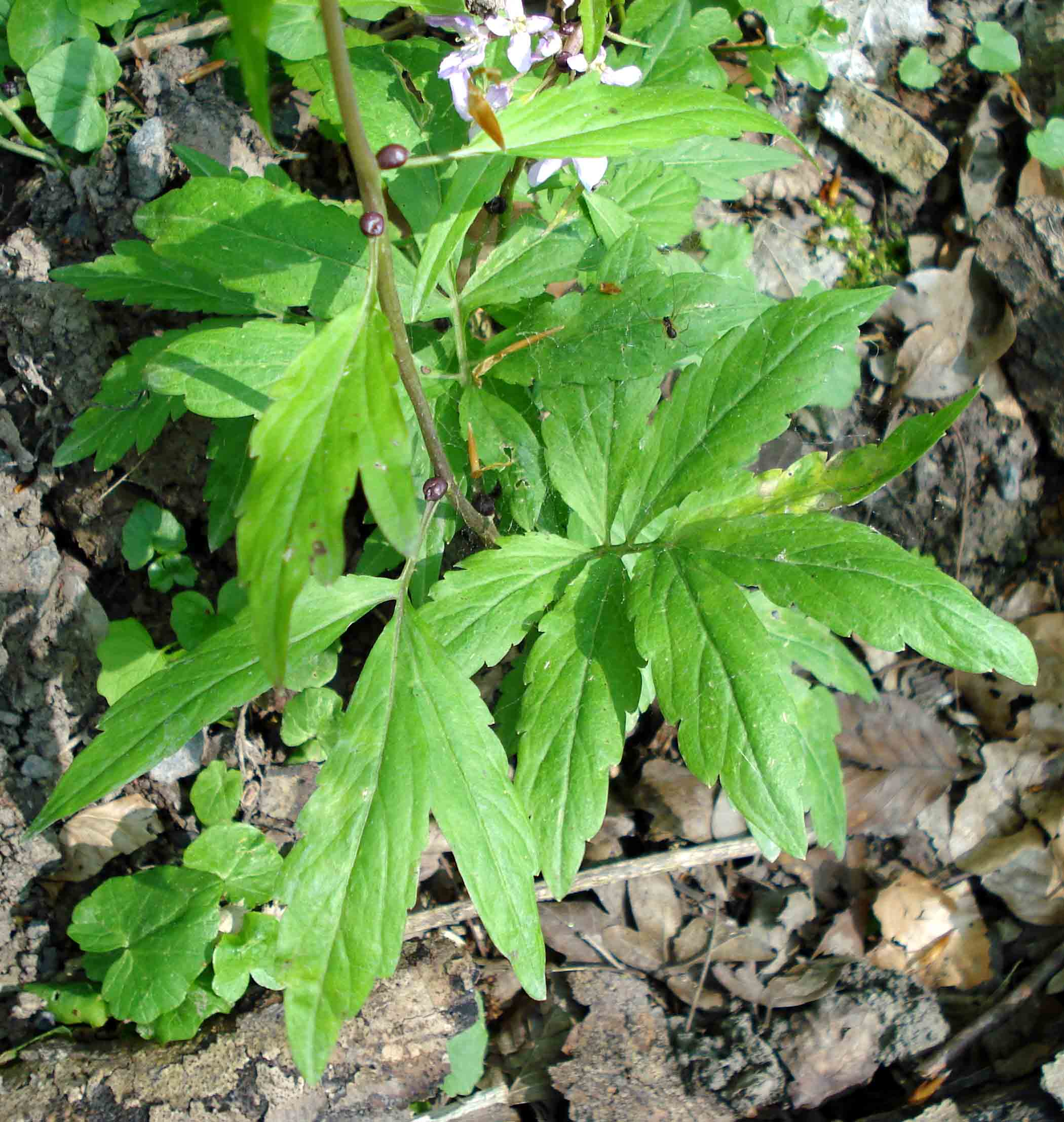
Laubblätter
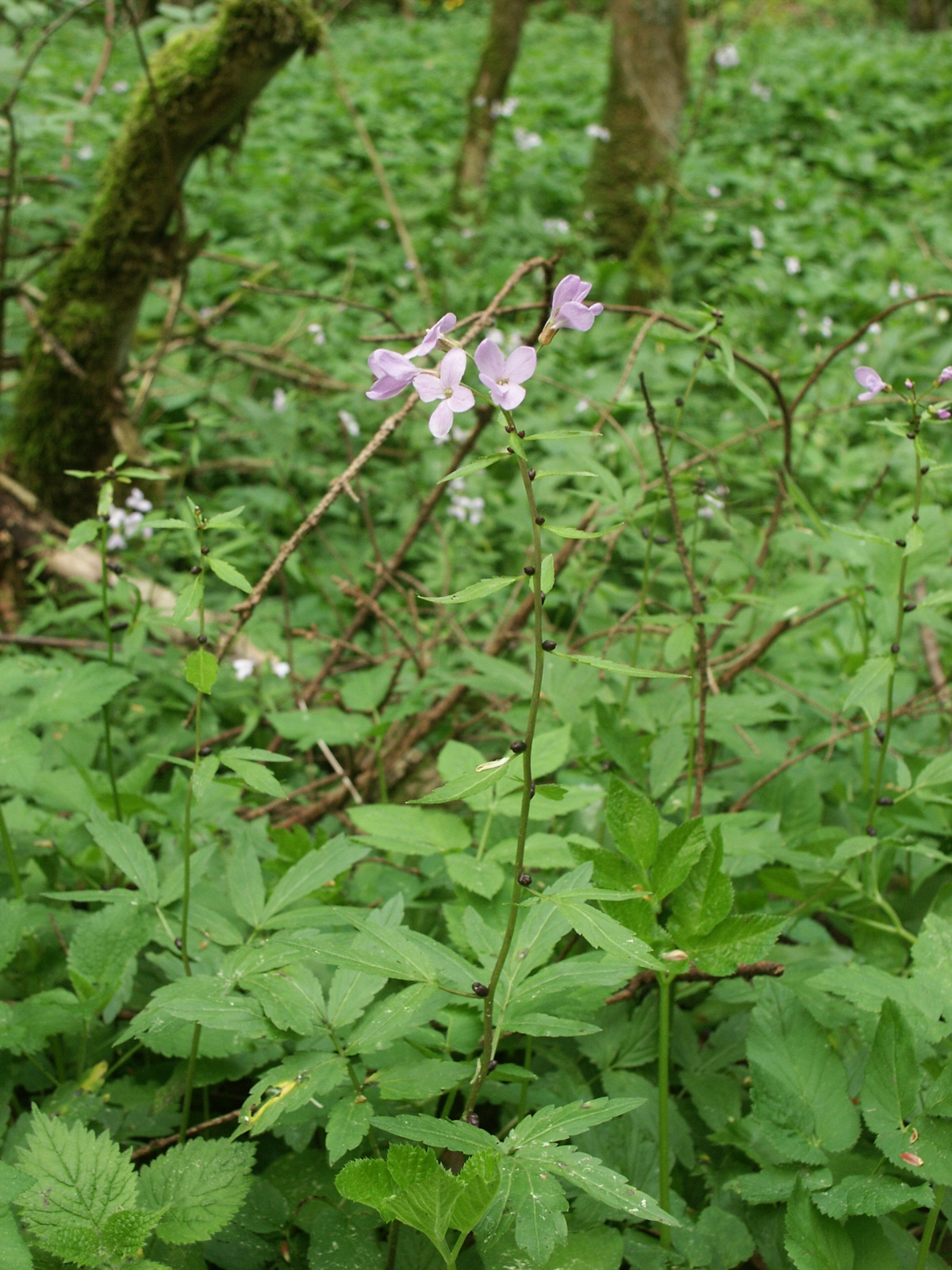
Habitus